# Mike Hailwood
Michael Stanley Bailey „Mike” Hailwood (ur. 2 kwietnia 1940 w Great Milton w hrabstwie Oxfordshire, zm. 23 marca 1981 w Birmingham) – brytyjski motocyklista i kierowca wyścigowy.
Dziewięciokrotny motocyklowy Mistrz Świata; noszący przydomek The Bike. Obok Giacomo Agostiniego i Johna Surteesa powszechnie uznawany za jednego z najlepszych motocyklistów wyścigowych w historii. Jeden z nielicznych, obok m.in. Surteesa i Jeana-Pierre Beltoise, którzy startowali również w Formule 1.

## Kariera motocyklowa

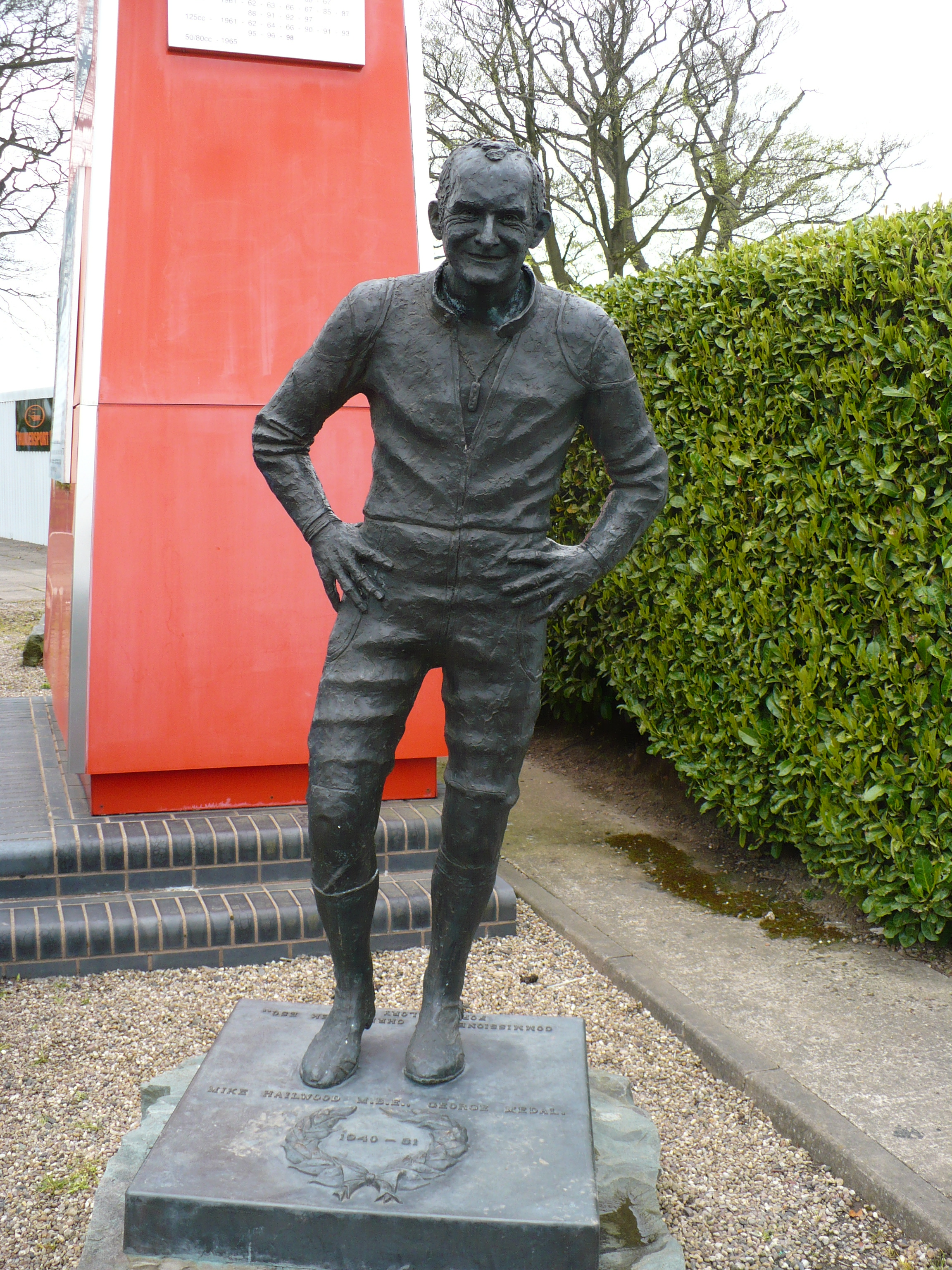
Pomnik Mike’a Hailwood’a w Mallory Park.

Karierę rozpoczął w 1957 roku. Rok później zaliczył debiut w Mistrzostwach Świata, startując w zaliczanym ówcześnie do punktacji Grand Prix Wyspy Man (Isle of Man Tourist Trophy). W 1959 roku wygrał swój pierwszy wyścig, Grand Prix Ulsteru w klasie 125 cm³.
W 1961 roku przeszedł do fabrycznego zespołu Hondy i od razu zdobył swój pierwszy tytuł Mistrza Świata (w klasie 250 cm³). Po tym sukcesie skoncentrował się na zdobyciu najbardziej prestiżowej korony, czyli klasy 500 cm³ (obecna MotoGP). W tym celu przesiadł się na motocykle MV Agusta, a swoje zamierzenia zrealizował w imponującym stylu. W latach 1962–1965 cztery razy z rzędu triumfował w Mistrzostwach Świata 500 cm³. W kolejnych dwóch sezonach ponownie jeździł na Hondzie, ale przegrał rywalizację z nową gwiazdą MV Agusty, Giacomo Agostinim, w zamian zdobywając tytuły w klasach 250 cm³ i 350 cm³.
Równocześnie odnosił wielkie sukcesy w Isle Of Man TT. W latach 1958–1967 wygrał ten wyścig 12 razy (łącznie z klasyfikacjami według pojemności silnika). Najbardziej udanym był 1961 rok, gdzie triumfował w trzech klasach, lecz najbardziej pamiętnym 1967, gdzie stoczył niesamowity pojedynek z Giacomo Agostinim, zakończony awarią MV Agusty Włocha na przedostatnim okrążeniu.
Po sezonie 1967 Honda wycofała się z Mistrzostw Świata, a Hailwood odrzucił ofertę pozostania na liście płac koncernu, w razie powrotu do startów. Nigdy nie brał już udziału w pełnym sezonie Motocyklowych Mistrzostw Świata. Łącznie w latach 1958–1967 wystartował w 152 rundach MŚ, w których odniósł 76 zwycięstw.

## Kariera samochodowa
Zainspirowany sukcesami Johna Surteesa w Formule 1, już w 1963 roku zaliczył debiut w prywatnym zespole Rega Parnella podczas Grand Prix Wielkiej Brytanii na torze Silverstone, gdzie zajął ósme miejsce. Kontynuował starty w ekipie Parnella do 1965 roku, gdy postanowił skoncentrować się wyłącznie na motocyklach.
Od 1968 roku startował okazyjnie w wyścigach samochodów sportowych, by w 1971 roku powrócić do Formuły 1 w barwach zespołu Johna Surteesa. W swoim pierwszym występie po sześcioletniej przerwie, zajął czwarte miejsce, a było to słynne Grand Prix Włoch 1971, gdzie Peter Gethin ustanowił ówczesny rekord średniej prędkości wyścigu F1 – 242,616 km/h, a pierwszych pięciu kierowców na mecie dzieliło zaledwie 0.6 sekundy.
Równocześnie reprezentował barwy zespołu Surteesa w Formule 2, gdzie w 1972 zdobył tytuł Mistrza Europy, wygrywając pięć z 14 wyścigów.
W sezonie 1972, swoim najlepszym w Formule 1, zajął drugie miejsce w Grand Prix Włoch, a w punktacji generalnej uplasował się na ósmym miejscu.
W 1973 roku notował słabe wyniki, nie zdobywając ani jednego punktu, ale do historii sportu przeszedł, gdy podczas Grand Prix Południowej Afryki na torze Kyalami wyciągnął z płonącego bolidu Shadowa Claya Regazzoniego. W uznaniu tego czynu został odznaczony Medalem Jerzego.
W 1974 roku został trzecim kierowcą zespołu McLarena, partnerując Emersonowi Fittipaldiemu oraz Denny Hulme’owi. Podczas Grand Prix Południowej Afryki na torze Kyalami po raz drugi w swojej karierze stanął na podium wyścigu F1; zajął trzecie miejsce.
Kariera Hailwooda została przerwana po poważnym wypadku w Grand Prix Niemiec na torze Nürburgring. Na przedostatnim okrążeniu Brytyjczyk uderzył w barierę w sekcji Pflanzgarten i doznał złamania obu kostek oraz uszkodzenia kolana.
Łącznie w latach 1963–1965 oraz 1971-1974 wziął udział w 50. wyścigach Grand Prix; zdobył 29 punktów.

## Powrót na Wyspę Man
Po jedenastu latach przerwy, w 1978 roku, powrócił na Wyspę Man, gdzie, wbrew wszelkim oczekiwaniom, sensacyjnie wygrał główny wyścig Tourist Trophy. Rok później triumfował w klasie Senior, po czym oficjalnie zakończył karierę. Łącznie na swoim koncie zapisał 14 zwycięstw w TT, więcej w historii odniósł tylko Joey Dunlop.
W 1979 roku w uznaniu zasług został odznaczony Orderem Imperium Brytyjskiego V klasy (MBE).

## Życie osobiste
Był żonaty z Pauline Barbarą Nash (data ślubu 11 czerwca 1975 roku); miał dwoje dzieci syna Davida oraz córkę Michelle. Na stałe mieszkał w Tanworth-in-Arden.

## Śmierć
21 marca 1981 roku jechał prywatnym Roverem SD1 do pobliskiego sklepu wraz z dwójką swoich dzieci. W drodze powrotnej, na autostradzie A435 Alcester Road, kierowca ciężarówki wykonał nieprawidłowy manewr zawracania i zderzył się z Roverem Hailwooda. Córka Michelle zginęła na miejscu, natomiast sam Hailwood zmarł dwa dni później z powodu obrażeń w szpitalu Selly Oak w Birmingham.
Wdowa Pauline oraz syn David, który przeżył feralny wypadek obecnie prowadzą oficjalną stronę kierowcy, „Mike The Bike”; są także właścicielami Hailwood Lounge w hiszpańskiej Maladze, gdzie można podziwiać trofea i zdjęcia dokumentujące bogatą karierę Brytyjczyka.